# Castell de Montsoriu
El castell de Montsoriu, també anomenat castell de Montsoliu, és considerat una de les fortaleses gòtiques més imponents del Principat de Catalunya. Està situat entre les poblacions d'Arbúcies, Sant Feliu de Buixalleu i Breda, a la comarca de la Selva i s'alça al damunt d'un turó de 632 metres d'altitud, dins del Parc Natural del Montseny.

## Toponímia
El castell de Montsoriu està sobre un turó homònim, però es desconeix exactament el significat del topònim «Montsoriu». Les hipòtesis més importants són:
- Mont-sorio (muntanya de suro): Des del segle xviii hi ha molt suro al turó, però segons estudis paleoambientals, als segles xiii i xiv només hi havia herbes per millorar la defensa i vigilància del castell. També, segurament els suros que hi ha ara són deguts a l'augment de la indústria tapera als segles XVIII i xix.
- Mont-so-riu (muntanya sobre el riu): El turó està a sobre la riera d'Arbúcies, però els filòlegs consideren que no hi ha prou base lingüística.
- Mont-surice (mont blanc): En èuscar, zuria vol dir blanca. Aquesta teoria ve a dir que l'origen del nom és preromà, ja que per zones properes al turó es parlava protobasc. Aquest nom seria semblant al del Montnegre que està entre el castell i el mar.
- Montem-sigirici (muntanya d'en Sigeric): Aquesta teoria és feta per l'estudi toponímic de Joan Coromines. Ja que Montsoriu acaba en «-iu» i seria un nom germànic, i l'arrel seria Sigiric, per tant amb diferents evolucions del nom acabaria sent la denominació actual: Montsoriu.
- Mons-siricus (muntanya de Sirici): És una variant de l'anterior, però en comptes de germànic amb llatí: Sirici va ser un màrtir africà del segle iv que de moment es desconeix la seva relació amb el turó.
- Mont-soliu (muntanya solitària): Teoria registrada per Joan Coromines. Això es basa en el fet que alguna gent dels voltants del castell l'anomenen Montsoliu.[4]

La primera menció escrita del topònim és del 1002, any en què es cita el lloc com a «Monte Suriz». Més endavant, el 1191 es documenta «Montem Suricum», el 1194, «castro de Montsuriu», i el 1199, «Montesuriz». El 1288 és citat com a «Muntsuriu» en la Crònica de Bernat Desclot. Al segle xiv es documenta «Montesiricho» i «Montseriu» el 1362 i «Montsoriu» el 1367.

## Història

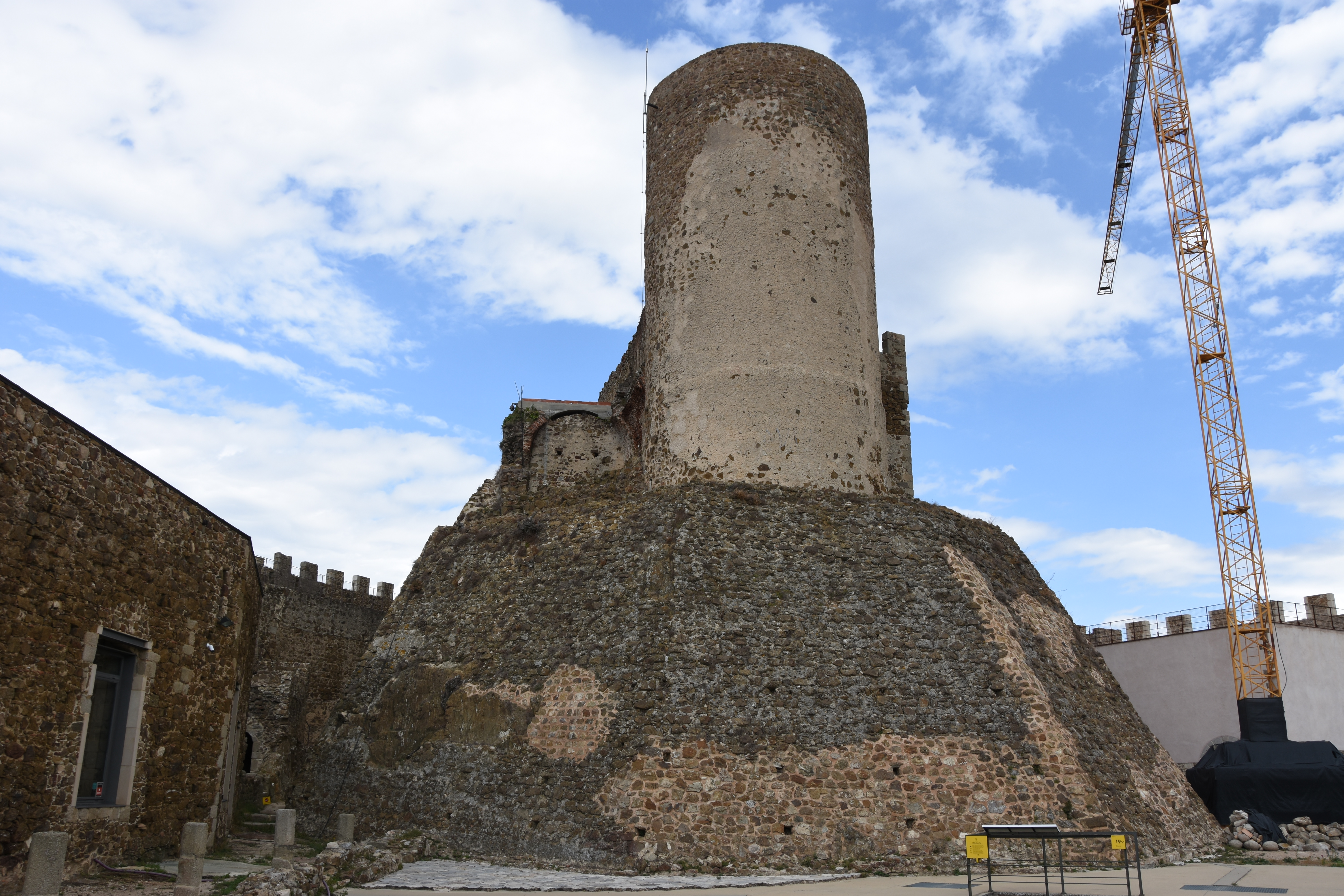
Torre de l'homenatge (segles X-XI) des del pati d'armes

### Primeres referències del terme
Els primers testimonis d'ocupació humana damunt del turó de Montsoriu des d'època dels ibers, encara que l'aparició d'una destral polida en el mateix turó podria fer estirar l'ocupació fins al Neolític. En època ibèrica es trobava en funcionament un assentament en la part més enlairada del turó, prop de l'actual torre de l'homenatge. La datació d'aquesta ocupació se situa entorn del segle IV-III aC.
La primera referència del terme és a inicis del segle x, en l'acta de consagració de l'església parroquial d'Arbúcies del 923, en què apareix el topònim de Montsoriu, com a delimitació d'uns masos que s'havien cedit a la parròquia. Encara que en cap cas es menciona l'existència d'un castell dalt del turó, a partir d'aquest moment, en les primeres dècades del segle xi, no hi ha dubte de l'existència d'una fortificació al turó de Montsoriu, fet que queda reafirmat per les seqüències estratigràfiques i troballes arquitectòniques d'època preromànica en el recinte sobirà del castell (capella, torre de l'homenatge i cisterna), que conformarien aquest primitiu nucli fortificat.
El terme és documentat també el 1002 quan surt esmentat per primera vegada, quan Giscafred, fill de Moixó, dona al Monestir de Sant Cugat, un alou situat entre els termes de Riells i Arbúcies i, probablement també, de Breda i Gaserans, on concretament diu In locum qui dicunt Monte Suriz, vel in eius apendicio, sive infra eius terminis... (Un lloc anomenat Muntanya Suriz, o els seus recintes, si estan dins dels termes...). Tot i que el document no esmenta el castell d'una manera explícita, l'aparició del terme «apendicio» pressuposa l'existència d'un castell.
Confirma això el fet que nou anys més tard, exactament el dia 1 de maig de 1011, surti en la documentació el primer personatge vinculat amb Montsoriu dit Amati Monti Soricensis o Amat de Montsoriu en un document comtal. Segons aquest document, Amat era un dels consellers dels comtes de Barcelona que assistiren al judici que tingué lloc al palau comtal de Barcelona i pel qual Ramon Borrell, 992-1018, va resoldre a favor del monestir de Sant Cugat del Vallès la propietat d'aquest castell que disputava al monestir en Geribert, germà d'Udalard, vescomte de Barcelona. Antoni Pladevall afirma que «Amat, que s'intitularà de Montsoriu quan les antigues grans famílies començaran a adoptar un cognom o locatiu en la documentació, era fill de Sunifred, vescomte de Girona, i de la seva primera muller Aurúcia».
Amat fou el primogènit de la casa vescomtal de Girona i prengué el cognom del castell de Montsoriu per ser aquest la principal de les seves propietats. Estava casat amb Sança i el va succeir el seu fill Albert Amat (1025-1029) que va morir sense descendència i que per això fou succeït per la seva germana Ermessenda (documentada des de l'any 1029 i 1033 i que se sap va morir el 1057). Pladevall diu que «molt probablement des del segle ix i X la casa vescomtal de Girona tingués encomanada la defensa del flanc sud-oest del comtat de Girona, que era l'entrada natural des de les terres ocupades pels sarraïns per entrar al comtat gironí, és per això que l'origen del castell cal situar-lo dintre del segle ix o més tard, a inicis del X, tot i que no surt a la documentació fins iniciat el segle XI».

### Primeres referències del castell
Pel que fa al castell, la primera referència explícita és de l'any 1053, en la donació d'un alou efectuada per Adelaida, vídua de Borrell de Taravall, a la canònica de Sant Pere de Vic: Et habent affrontationem ab oriente in castro Soriz (limita per orient amb el castell anomenat Soriu). El següent esment més clar del castell és del 1194 quan en el Liber feurodum maior és mencionat el «castro de Muntsuriu», ran de la promesa feta per Ponç de Cabrera al rei Alfons I que no l'utilitzaria en contra seu. El 6 de juny de 1199, Ponç de Montsoriu signà un conveni establert entre el vescomte Guerau de Cabrera i el rei Pere I.
En el testament de Guerau de Cabrera de 1223, el castell de Montsoriu, juntament amb el vescomtat, restà per al seu fill Guerau V de Cabrera. Durant la invasió del rei francès Felip l'Ardit, el 1285, el castell de Montsoriu també fou la residència i recer de la família de Ponç Hug IV d'Empúries, que n'era propietari consort. El fill de Ramon de Cabrera, Bernat I, va regir el vescomtat de la seva cosina Marquesa amb el títol de vescomte de Montsoriu.

### L'esplendor de l'etapa romànica
L'any 1033 es produeix el punt d'inici de la vinculació històrica de Montsoriu amb la família vescomtal de Cabrera amb el casament d'Ermessenda de Montsoriu amb Guerau I de Cabrera, fundadors el 1038 del monestir de Sant Salvador de Breda, centre religiós del vescomtat de Cabrera, que va canvia definitivament el títol de vescomte de Girona pel de Cabrera a partir de Guerau III (1145-80).
Va ser Guerau III qui va canviar el títol de vescomte de Girona pel de vescomte de Cabrera, títol que d'ara endavant serà utilitzat per tots els seus descendents. Aquest noble ha estat identificat com el trobador Guerau de Cabrera, qui va escriure poesia trobadoresca en llengua provençal. La família Cabrera va anar guanyant importància en el context politicosocial del país, eixamplant, en paral·lel, les seves possessions territorials. Centrant-nos en l'entorn del Montseny, van assimilar al seu patrimoni les possessions dels senyors del castell de les Agudes-Miravalls.
No tenim moltes notícies històriques d'aquesta època, però sí que sabem per la recerca arqueològica que el castell es va convertint en un fidel reflex de la importància creixent que va adquirint la família Cabrera. Entre finals del segle xii i principis del segle xiii s'inicien unes importants obres de remodelació del primitiu castell roquer, i també comencen les obres de construcció del segon recinte del castell, on es farà un gran pati central i una capella romànica.
El 1191, el comte-rei Alfons I el Cast va fer estada en el castell de Montsoriu. En aquesta època, a més dels vescomtes, en el castell de Montsoriu hi vivien una família de castlans (persones de rang inferior als vescomtes que eren qui s'encarregaven de la guarda i defensa del castell). El càrrec de castlà el nomenava el senyor del castell, i li podia confiar el castell de forma temporal o permanentment. Ara bé, el domini útil del castell sempre se'l reservava el senyor.
Els senyors del castell va participar entre el 1230 i el 1240 en les conquestes de Mallorca, Menorca i València a través de Guillem de Montsoriu, a les ordres del rei Jaume I. Igualment, Ponç de Montsoriu, cavaller, prengué part en la conquesta de València. Però la dada històrica més important d'aquest segle xiii ens la proporciona el cronista reial Bernat Desclot. El cronista reial, en referir-se a l'atac que el rei francès Felip l'Ardit va emprendre contra el comte-rei català Pere II el Gran el 1285, enumera i comenta les diferents fortaleses que romanen sota poder català, i diu això del castell de Montsoriu: «E en Vallès se tenia lo castell de Montsoriu, qui és un dels bells e dels nobles del món e és del comte d'Empúries»

### La gran etapa gòtica: Residència dels Cabrera

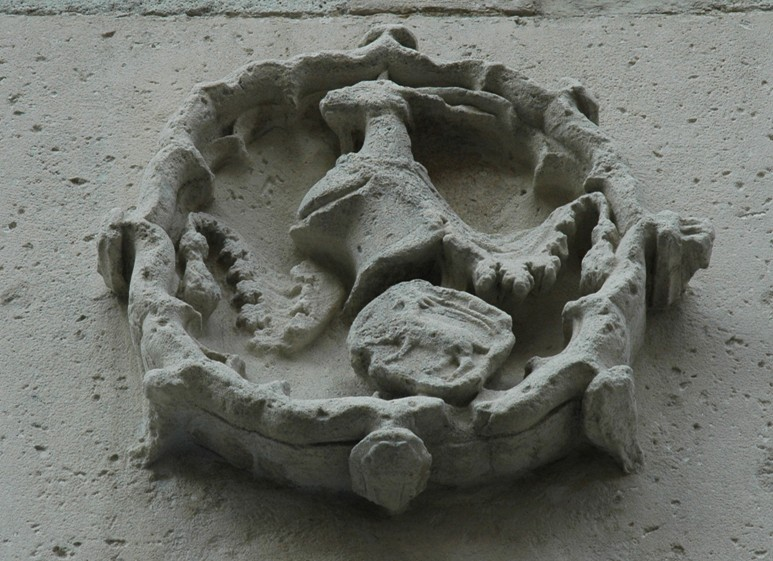
Escut dels Cabrera a la font gòtica de Blanes

Al llarg del segle xiv, el castell esdevindrà el palau gòtic residencial dels vescomtes de Cabrera, una de les principals famílies del Principat.

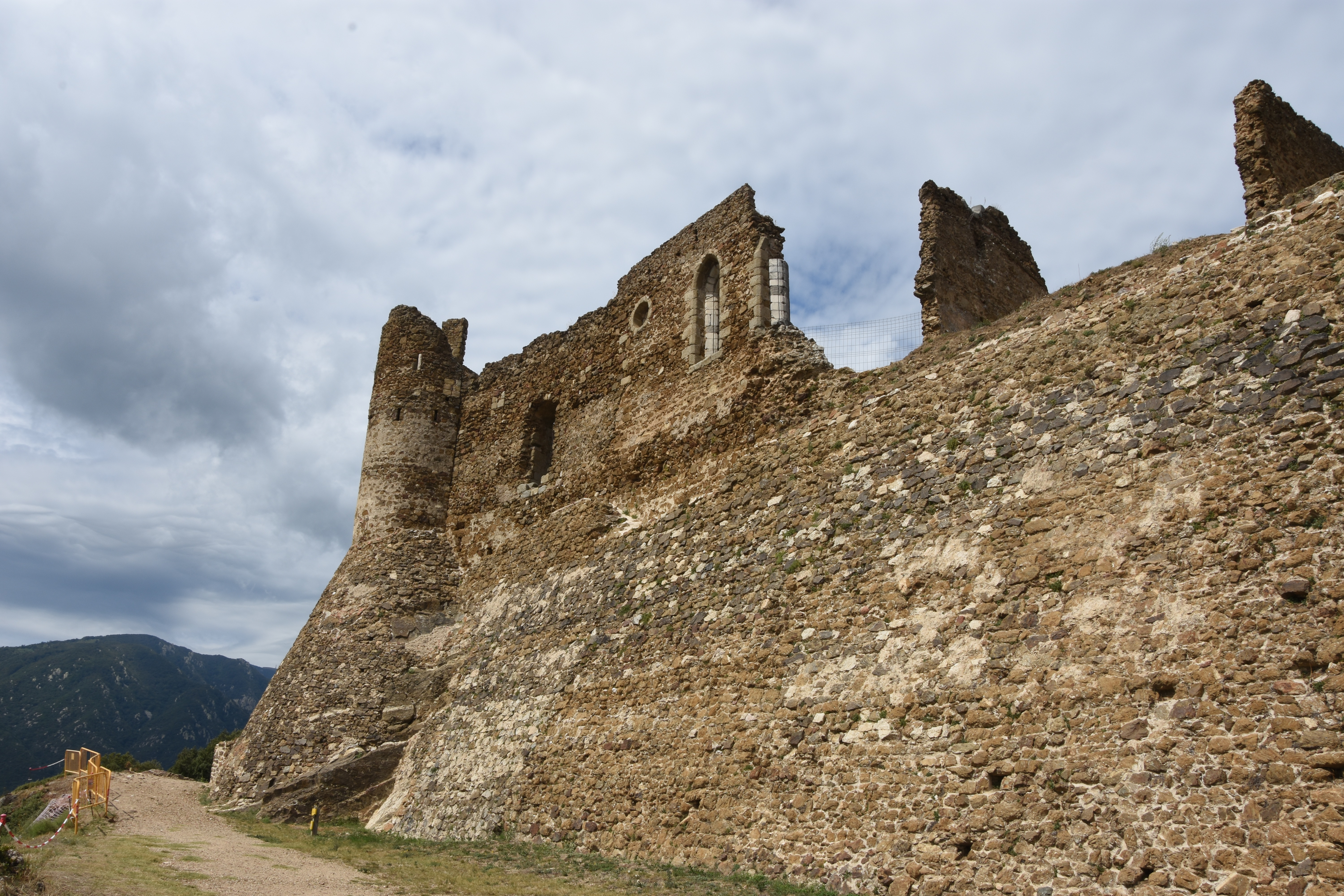
Muralles i exterior de la capella gòtica. Segle XIV

S'ha calculat que el conjunt del domini dels Cabrera pels volts del 1360 era de 4.071 focs o famílies, que podien correspondre a uns 20.455 habitants. Aquesta xifra superava en molt els súbdits de la resta de senyors del país, que de mitjana no arribaven a les 2.000 famílies. En aquest període el vescomte de Cabrera fou el gran Bernat II de Cabrera (1298-1364), privat del rei Pere III i tutor de l'infant Joan, futur rei Joan I. Destacà el seu paper dins la política exterior de la corona catalanoaragonesa com a capità general de l'armada, almirall de la flota catalana i conseller dels diputats del braç militar en les corts de Cervera de 1359. El 1354 va compilar les Ordinacions sobre lo feyt de la mar, codi marítim en què s'organitzà la marina catalana. Finalment, després de molts anys de servei fidel al rei, per culpa de les intrigues polítiques i de cort, Bernat de Cabrera fou acusat injustament per la reina Elionor de Sicília i els nobles aragonesos que conspiraren contra ell, i va ser decapitat a Saragossa el 1364.
En resposta a l'execució, el vescomtat, que en aquella època tenia 20.000 habitants, es va revoltar i la vídua de Bernat, Timbor de Fenollet, es va fer forta a Montsoriu. El rei Pere III el Cerimoniós no podia tolerar aquesta sublevació i va reclutar 1.200 homes que posarien setge a Montsoriu entre els anys 1365-1371.
Però els intents del rei per conquerir el castell van ser infructuosos i el desplegament d'enginys del castell el van fer inexpugnable. Montsoriu, amb el seu sistema de muralles concèntriques, la dificultat d'accés al lloc i el magnífic sistema d'aprovisionament d'aigües, era del tot inaccessible. Una guarnició podia ben bé resistir un llarg setge a dalt del castell sense necessitat de rendir-se per la manca d'aigua, sobretot gràcies a la gran cisterna central, però a més el castell disposava de com a mínim tres cisternes més distribuïdes arreu del conjunt.
En aquell moment, el castell era inexpugnable, en primer lloc per una visibilitat immillorable que feia inútils els atacs sorpresa. Cap host podria acostar-s'hi sense ser detectada. Des del cim, a 632 metres d'altitud, no només s'albirava Arbúcies, Breda, Sant Celoni i Hostalric, sinó també les localitats marítimes de Blanes i Palafolls. També es controlava el corredor que s'estén entre el Montseny i el Montnegre i que connecta Girona amb Barcelona, així com la vall que s'obre entre la Selva i Osona. En segon lloc, pel terreny, l'únic turó rocós de la zona, amb un pendent considerable, més difícil de superar si es pujava, com feien els guerrers medievals, abillats amb casc i cota de malles i carregats d'armes. En tercer lloc, per les seves set portes defensives. Si contra tot pronòstic un grup d'assaltants hagués arribat fins al cim del turó i hagués superat el mur exterior, la seva missió estaria lluny de completar-se. Els invasors només haurien traspassat la primera de les set portes defensives, totes elles plenes de trampes.
A més, en una carta consta com el rei es va enfadar molt quan va descobrir que els seus homes havien comprat queviures als defensors de Montsoriu durant el setge, els quals disposaven de més reserves d'aliments que fins i tot els mateixos assaltants. Conscient que li seria impossible conquerir el castell, el rei va signar el 1368 el primer d'una sèrie de tractats de pau que van permetre als Cabrera mantenir totes les seves propietats.
Més tard un segon amb Bernat IV de Cabrera l'any 1381, va aconseguir recuperar les possessions de la família, en reconèixer el rei l'error de la condemna. D'aquesta manera les possessions dels Cabrera s'estenien des de la vall d'en Bas i el Cabrerès fins al mar. En aquests moments el vescomtat de Cabrera, en mans de Bernat III (1350-1368) arribarà a comprendre un territori de 14.000 km², amb vuitanta-set poblacions, cinc viles murades, una gran abadia benedictina a Breda, quatre priorats més també de l'orde de sant Benet, quatre canongies agustinianes, un monestir cartoixà i un altre monestir femení de l'orde del Cister, un dels dominis més importants del Principat. Aquesta fou l'època de màxima esplendor del vescomtat, unida, però, a etapes d'inestabilitat política i social, amb la revolta del Vescomtat contra el rei a causa de la sentència de mort de Bernat II. Montsoriu, en aquesta etapa, experimenta un gran procés de reformes urbanístiques que s'iniciaren a partir del 1347 per voluntat del mateix Bernat II, qui pretenia convertir el castell en la gran fortalesa de les seves terres.

### Decadència
L'any 1427 mort Bernat IV de Cabrera, primer comte de Mòdica (Sicília). Malgrat passar llargues temporades a Sicília, havia mantingut la residència familiar en el castell de Montsoriu. Amb ell es tanca l'època més gloriosa del vescomtat de Cabrera. Bernat Joan de Cabrera, fill de l'anterior i de Timbor de Prades, serà el nou cap del vescomtat. El castell de Montsoriu deixa de ser residència habitual de la família vescomtal, que passa a residir al seu palau de Blanes (aixecat en temps de Bernat IV) i a Hostalric.
A partir del segle xv la fortalesa de Montsoriu perd una de les seves funcions més importants: la de residència senyorial amb el progressiu trasllat de la família al castell de Sant Joan de Blanes. Paral·lelament la seva funció defensiva també queda relegada a un segon pla a causa de les noves tècniques pirobalístiques. L'abandonament del castell queda palès en el deteriorament de les construccions, afectades probablement també pels terratrèmols del segon quart del segle xv.
El castell també es va deteriorar pels estralls de la Guerra dels remences. El 1463 hi havia destacats només 10 homes al castell de Montsoriu. Sobretot entre els anys 1462 i 1472, durant el període conegut com la guerra civil catalana, fou seu de diversos episodis bèl·lics. En el transcurs d'aquesta guerra el castell fou pres per les tropes del Principat i canvià diverses vegades de mans, per passar finalment a mans reials. Però a la fi, i després d'uns quants anys d'haver-se acabat la guerra, el 1481 el castell retornà a la família Cabrera, més concretament a Anna I de Cabrera. Per consell del rei Ferran el Catòlic, Anna I de Cabrera, vescomtessa de Cabrera i de Bas, comtessa d'Osona i Mòdica, baronessa de Montclús i de Caccamo i Alcamo (1477-1526), es casà l'any 1480 amb el cosí del rei i gran almirall de Castella, Fadrique Enríquez i pel fet de no haver tingut descendència passà el vescomtat al nebot del seu marit Luis Enríquez l'any 1515.
L'any 1504 i entre el 1513 i el 1518 sabem de l'existència d'una petita guarnició al castell. Des d'aquest moment desapareix tot contacte entre els senyors de Cabrera i els seus vassalls, i són els procuradors generals o els delegats dels vescomtes els qui regeixen el destí del vescomtat. Els Enríquez de Cabrera prefereixen estar presents en la Cort Reial castellana. Els Enríquez de Cabrera, al llarg dels segles xvi i xvii, es van anar endeutant, fins que els deutes i les contínues vendes dels seus béns a Francesc I de Montcada, comte d'Aitona, per 273.000 lliures, faran que aquest passi a ser el nou propietari dels territoris de l'antic vescomtat de Cabrera. Aquesta nissaga, la Montcada-Aitona, perdurarà al vescomtat 240 anys, fins a l'extinció de les jurisdiccions senyorials.
El 1626 el terme o vegueria del castell de Montsoriu passà per compra a la família Sarriera, comtes de Solterra. A partir d'aquest moment Montsoriu només serà ocupat en ocasions puntuals per motius bèl·lics. Així, en la Guerra dels Segadors, el 1653 Montsoriu és ocupat per un terç d'irlandesos que, servint el virrei Joan Josep d'Àustria, canvien de bàndol i passen a l'exèrcit del rei de França ajudats pels miquelets d'Arbúcies. En aquesta època (1646) era senyor del castell Joan de Saleta Ponsich, i el 1667 ostenta el castellatge la família Matamala, de Sant Hilari Sacalm, els quals vengueren a Quirze Pasqual la muntanya de Montsoriu i la Casa Nova del castell construïda en la plaça de les Bruixes (1713). Fins que l'any 1757 va passar als ducs de Medinaceli per entroncament matrimonial entre aquesta família i els marquesos d'Aitona, que hi feren obres de conservació, a les quals estaven obligats a col·laborar els habitants del terme del castell.

Fou ocupat per les tropes franceses durant la Guerra del Francès els anys 1808 i 1814, i més tard també l'ocuparen els militars a la Primera guerra carlina (1833-1840). En aquesta ocupació es trobava Pau Piferrer, el qual va deixar escrit sobre el castell:
| «              | Ocupa el cim [del turó] un vast castell gòtic del qual subsisteixen encara alguns trossos de mur amb dues torretes, al pas que una completa desolació confon en les habitacions interiors columnes caigudes, corredors de peu i arcs gòtics que es dibuixen a l'atmosfera de resplendor de lluna. | » |
| — Pau Piferrer | |   |

### Redescobriment
Els excursionistes i literats romàntics de principis del segle xx el varen redescobrir. Els anys 1914-1915 es dugué a terme la primera catalogació arquitectònica del monument, amb plànols de Jeroni Martorell a càrrec del Servei de Catalogació de Monuments de la Diputació de Barcelona. Més endavant l'entitat Amics de l'Art Vell, depenent de l'Institut d'Estudis Catalans, per mediació de l'artista vinculat a Breda Manuel Genovart, es preocupà per la situació del monument. Paral·lelament, en aquestes dècades del 1920-1930 es popularitzà la pujada al castell des de nombroses entitats excursionistes. Entre els anys 1932 i 1936 estigué en funcionament una agrupació excursionista anomenada Montsoriu a Barcelona.
No obstant això, no va ser fins a la segona meitat del segle xx que la societat civil començà a articular diversos intents de recuperació del castell. No serà, però, fins a la creació del Museu Etnològic del Montseny, quan aquesta entitat elaborarà diversos informes i propostes d'actuació entre els anys 1981-1987, que tindran una incidència directa en el desenvolupament d'una campanya de conscienciació ciutadana, i assolirà la seva màxima expressió en l'àmbit social amb la creació de l'Associació Amics del Castell de Montsoriu, l'any 1992. Aquesta presa de posició de la societat civil, la receptivitat per part de les institucions públiques vinculades al castell i la disponibilitat dels antics propietaris del castell, la família Ribot, serà la que l'any 1994 possibilitarà la creació del Patronat del Castell de Montsoriu, organisme encarregat de portar a terme la gestió del monument i posteriorment, el 1998, la cessió del castell al Consell Comarcal de la Selva, actual propietari del monument, que en va dur a terme els diferents treballs de restauració des del 1995. Des del 29 de gener del 2011 està obert al públic i s'hi poden fer visites guiades.

## Edifici

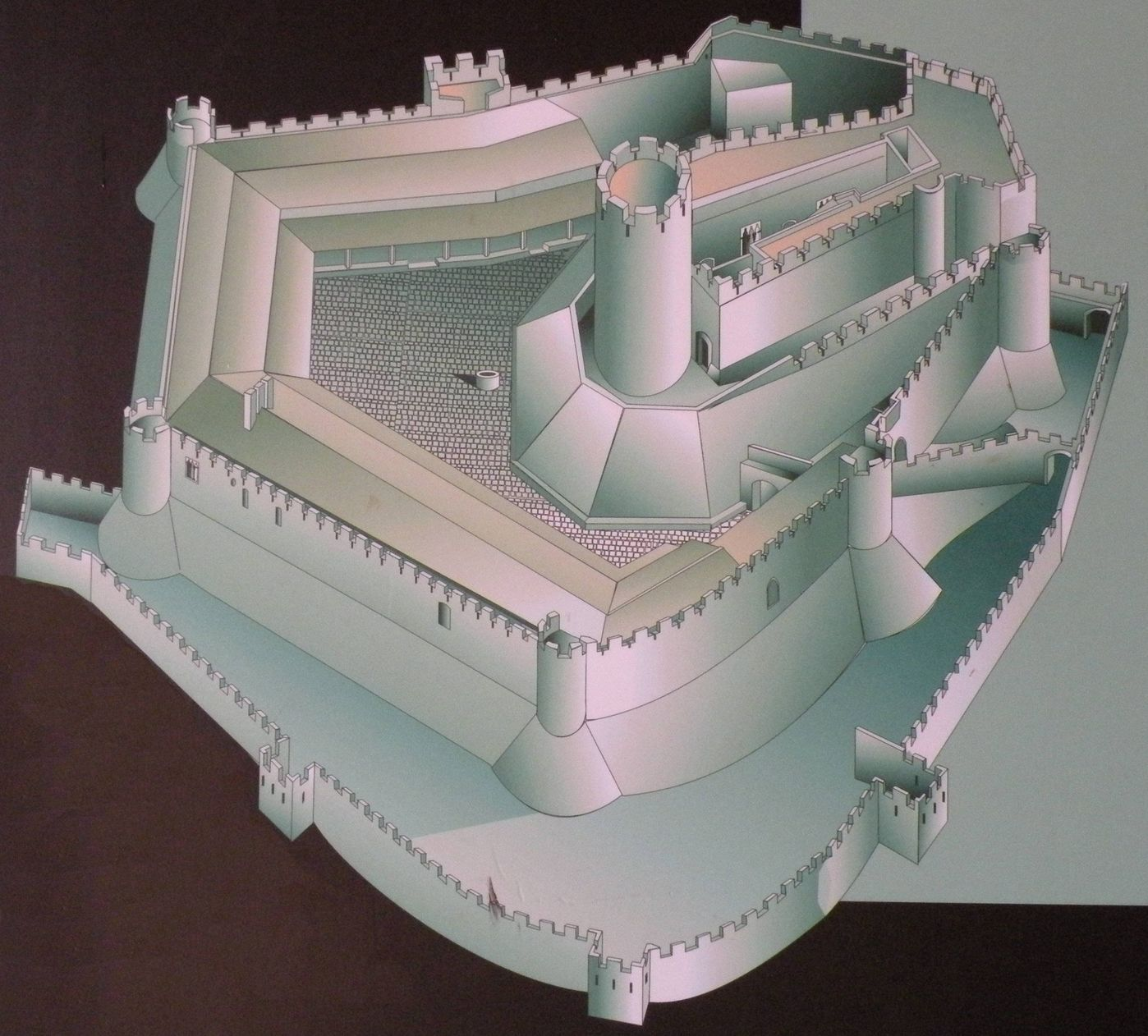
Esquema del castell de Montsoriu, realitzat pel Museu Etnològic del Montseny. Visió des del sud-est

Aquest castell està format per tres recintes encerclats per muralles, la part més antiga conservada del castell roquer, és la torre mestra o de l'homenatge, de la segona meitat del segle x, situada al primer recinte, on a la part nord hi ha l'accés principal amb una torre lateral i una petita capella preromànica amb un absis i restes d'haver tingut pintures murals romàniques. Se sap que estava sota l'advocació de Sant Pere.

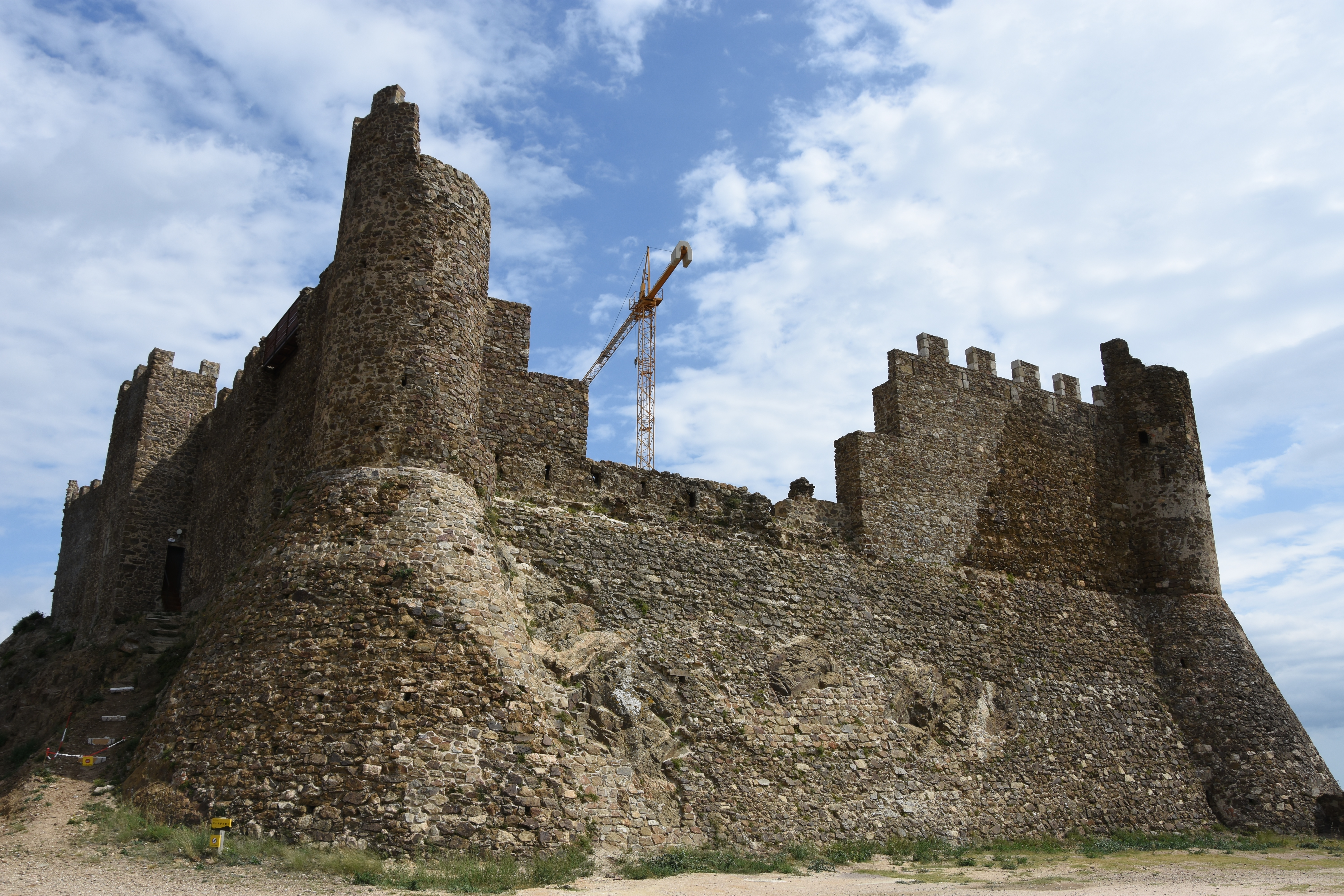
Torres i muralles exteriors, sector SO (Segle XIV)

Al segle xiii s'hi van fer grans ampliacions, construint-se un nou recinte sobirà amb una sala anomenada "sala gòtica" edificada davant l'entrada principal i coberta amb una volta de canó apuntada, un pati d'armes amb una torre quadrada i un fossat amb un nou emmurallament amb dues torres cilíndriques angulars amb espitlleres.
Es va construir una nova capella adossada a la muralla datada de finals del segle xii o principis del segle xiii, de planta rectangular de 10 metres de llargada per 3,5 d'amplada, amb dues petites finestres de doble esqueixada, amb una petita capella lateral al mur oest i coberta a dues aigües, la porta d'accés conserva part dels graons d'entrada, així com en un mur interior es poden veure restes d'esgrafiats d'una figura humana i tres creus.
Fou el segle xiv, quan els Cabrera, ja molt poderosos en aquesta època, van fer les reformes per a transformar-lo en castell-palau. Al recinte sobirà es van construir dependències com el menjador i la cuina i es van fer paviments nous i dipòsits per a recollir aigua. D'aquest segle és la nova porta a la torre mestra, una nova gran sala sobre la ja existent "sala gòtica", de 100 metres quadrats i on s'aprecien les restes d'una llar de foc i dos finestrals d'estil gòtic i les noves muralles que van passar d'una gruixària de 70 cm. a 120/150 cm., tot construint passos de ronda.

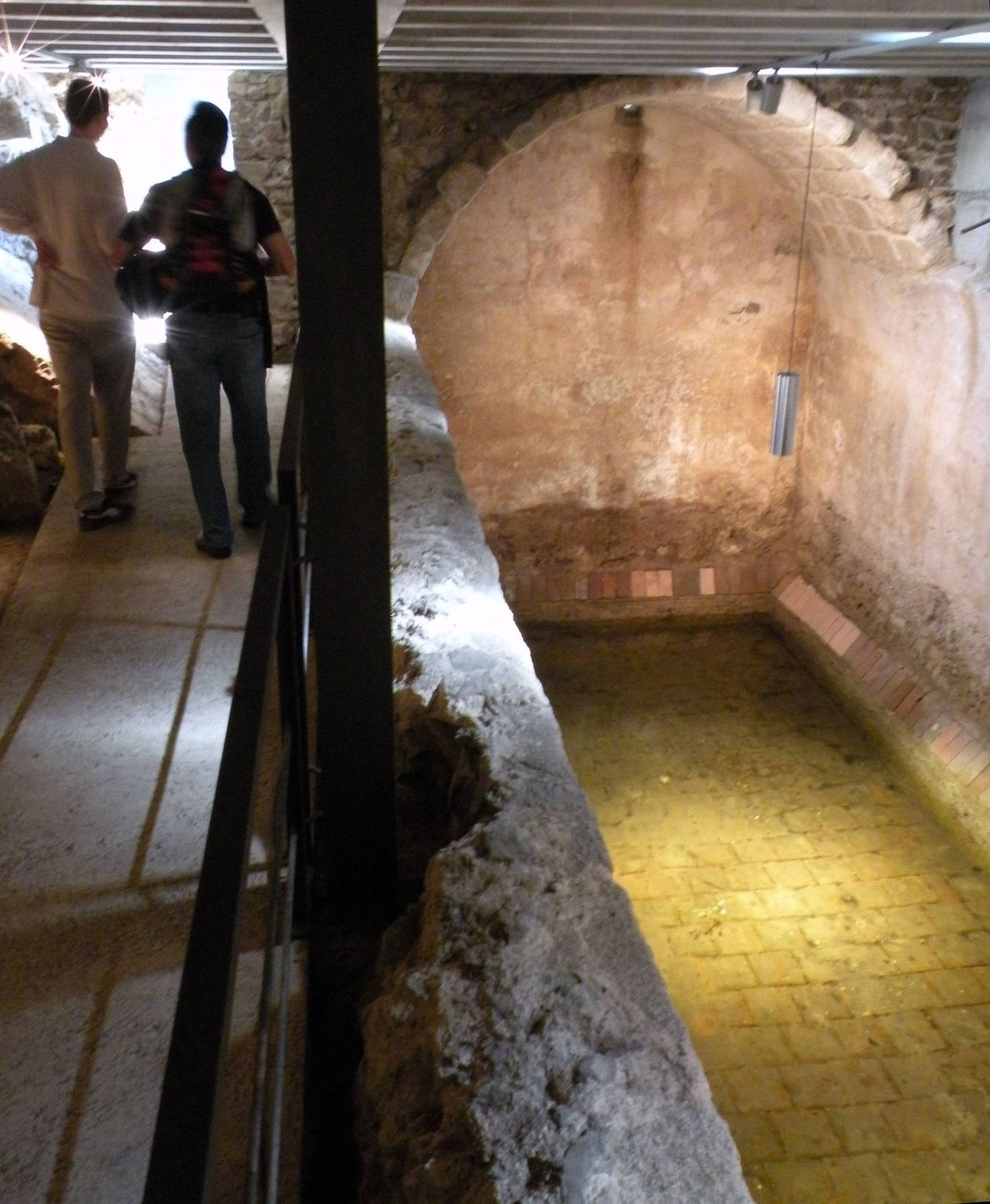
L'aljub de sota el pati d'armes

El pati d'armes i segon recinte de forma trapezial, es va convertir en el lloc residencial, al seu voltant es van construir habitacions adossades a les muralles i les seves parts frontals donaven al pati que va ser semicobert per uns porxos fent de galeria a tot el seu perímetre. Al centre es va disposar una gran aljub, de 12 metres de llarg per 4,5 d'ample i 5 de profunditat, amb una completa xarxa de canals per a cobrir les necessitats del proveïment de l'aigua i es va enllosar tot amb marbre de Gualba. Es va construir un gran menjador amb finestrals i llar de foc.
La capella del segle xiii es va anul·lar i es va passar a una altra dependència, també de planta rectangular d'aproximadament 10 metres de longitud per 8 d'amplada, amb presbiteri, campanar d'espadanya, i un finestral gòtic conegut com "el mirador de la comtessa". L'accés era directe des del pati.
Finalment en aquest mateix segle xiv, es va realitzar un nou espai, el recinte jussà, amb una torre quadrada al costat de la seva entrada, dedicat a la protecció i defensa.

### Restauració

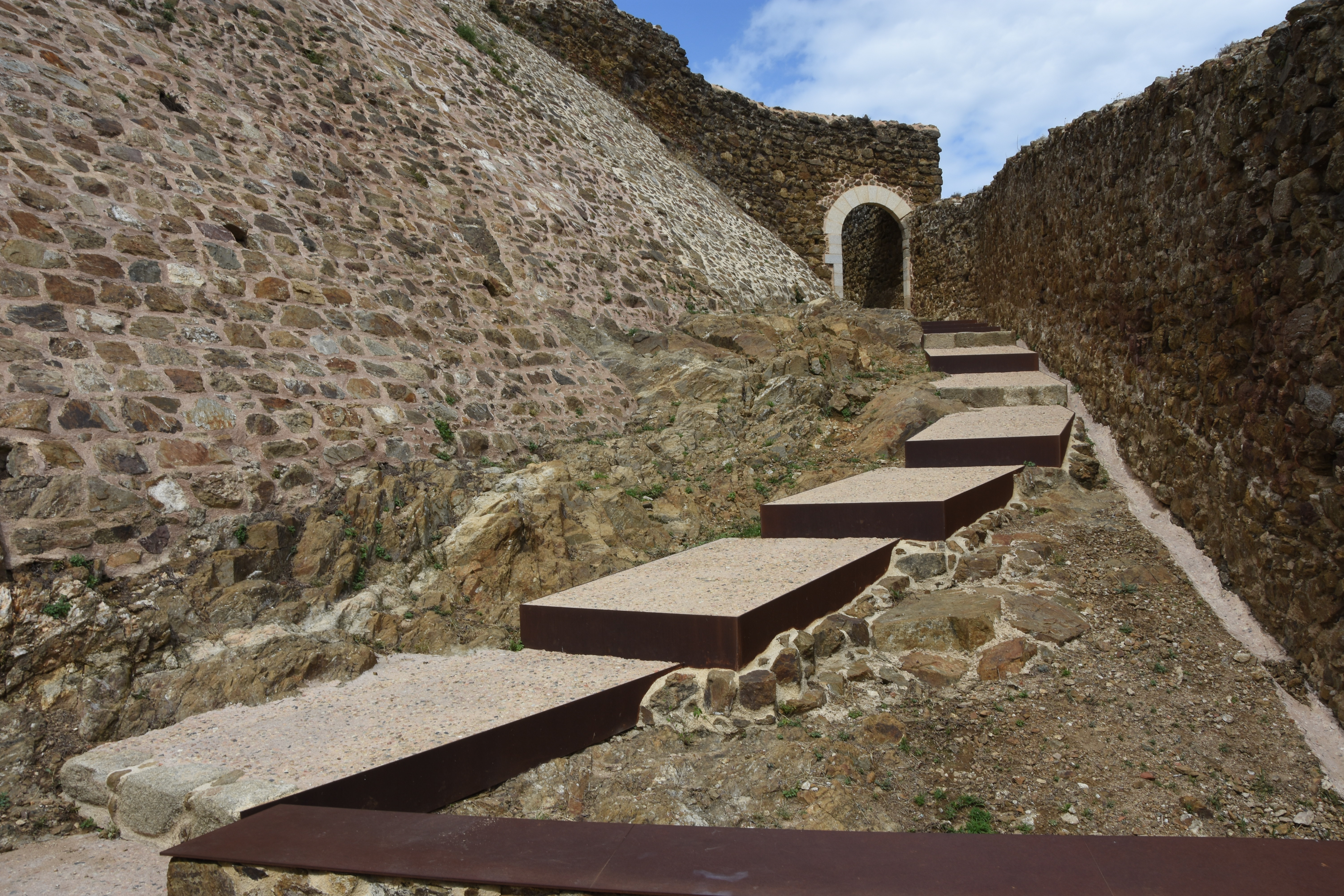
Porta d'accés al recinte

Gràcies a l'esforç de l'Associació d'Amics del Castell, fundada l'11 de març del 1992, es va crear un patronat per a la seva conservació i restauració, presidit pel Consell Comarcal de la Selva i amb participació de la Generalitat de Catalunya, la Diputació de Girona i els ajuntaments d'Arbúcies, Breda, Riells i Viabrea i Sant Feliu de Buixalleu. Sota la direcció tècnica del Museu Etnològic del Montseny La Gabella d'Arbúcies s'estan portant a terme la realització de treballs arqueològics, amb resultats excel·lents. S'exposen al Museu Etnològic del Montseny La Gabella més d'un centenar de peces que formen el conjunt arqueològic de ceràmica catalana del segle xvi més important de Catalunya.
La restauració intenta deixar el castell com era a l'època gòtica amb algunes coses d'altres èpoques com la capella preromànica i la torre de contrafort.
El diumenge 22 de febrer de 2015 es va recuperar una maqueta del castell, que està exposada a la Sala Noble, obra de Manuel Genovart i Boixet.
Des del dia 1 de març de 2015 s'ofereix al visitant la possibilitat de fer la visita amb guia o bé sense, seguint uns indicadors instal·lats al castell i amb l'ajuda d'una guia del visitant que es lliura quan es compra l'entrada al recinte.
A aquesta galeria de fotos es pot observar com s'ha anat restaurant el Castell de Montsoriu:

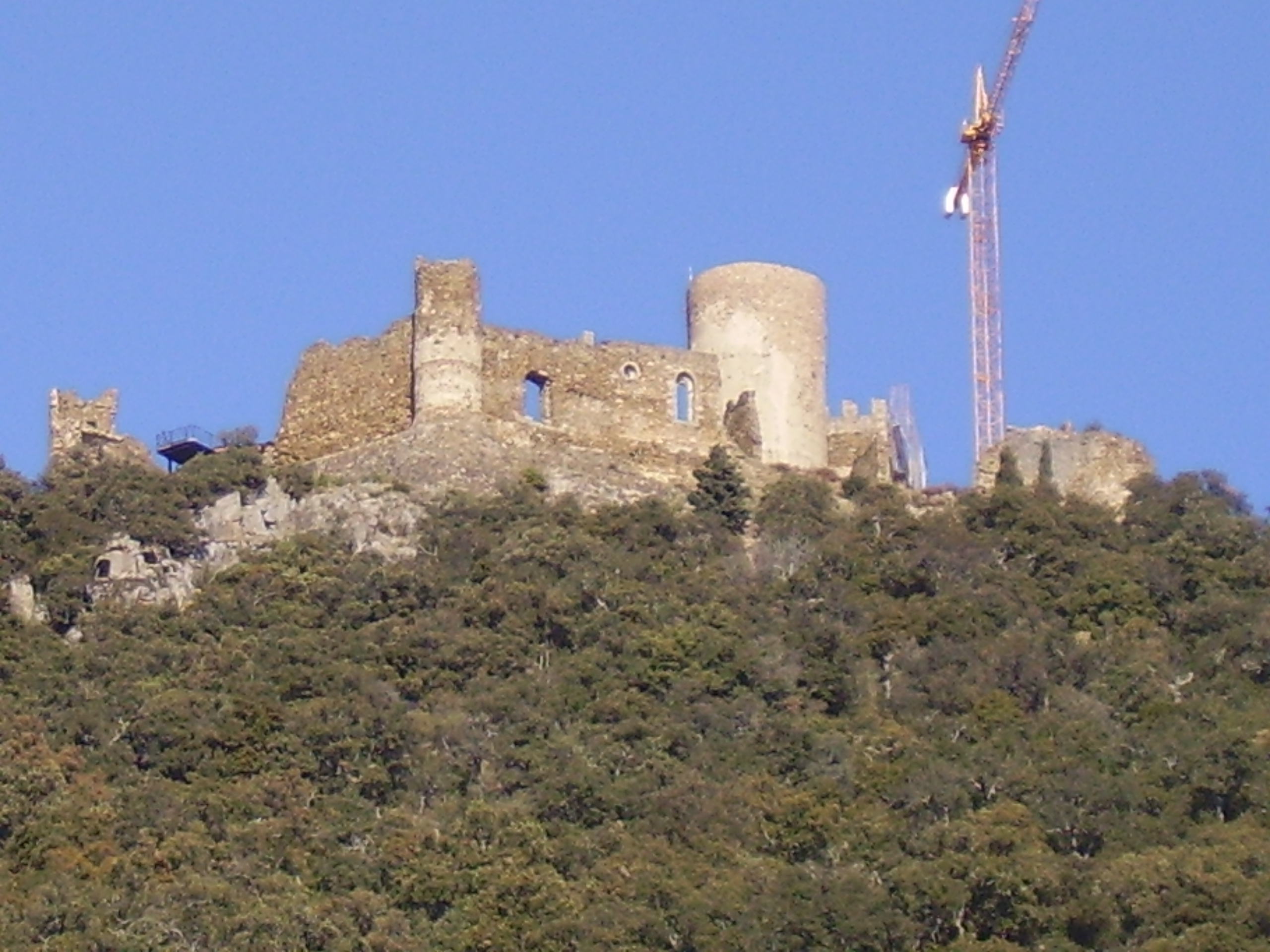
29 de gener de 2007
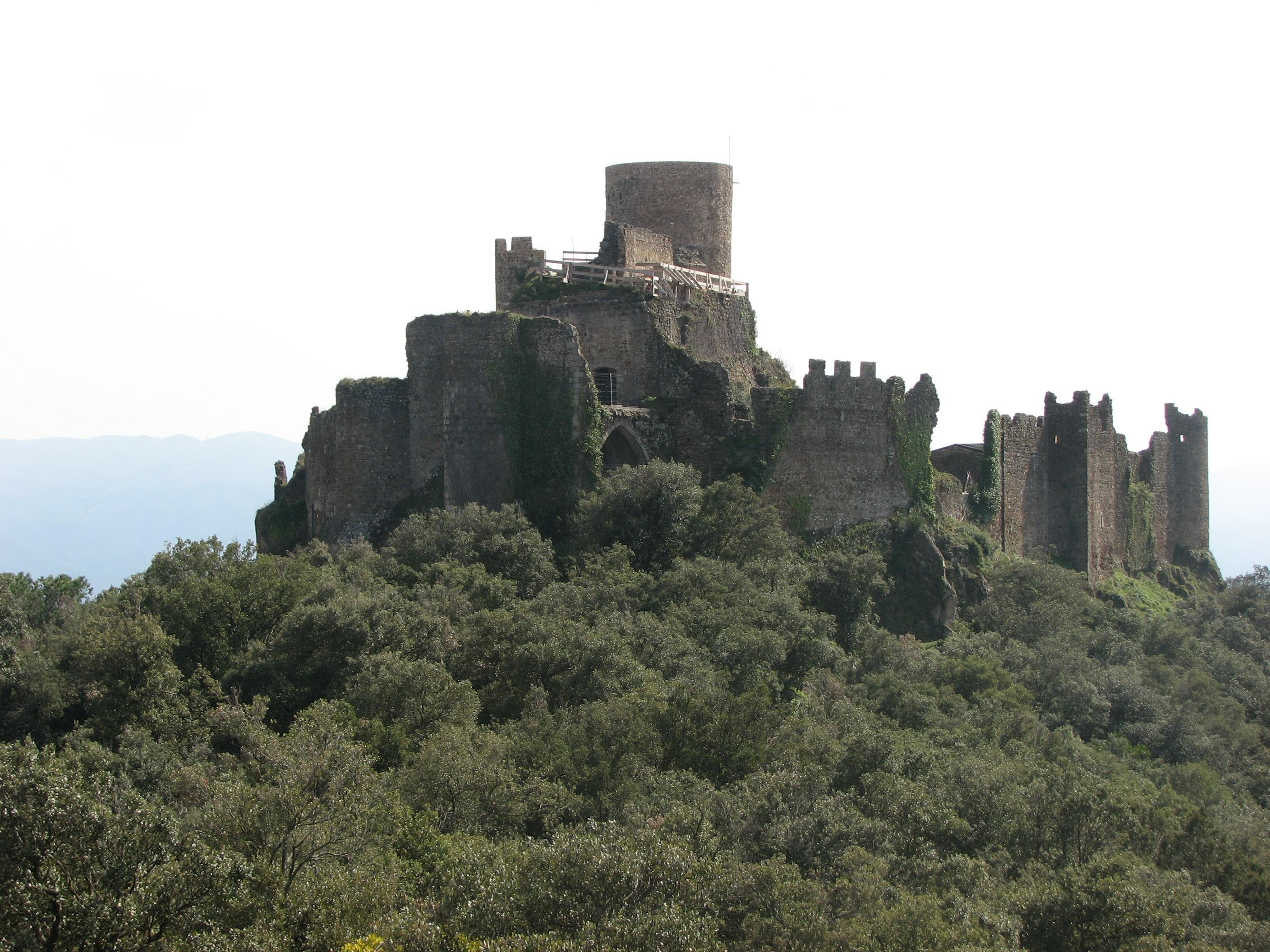
4 d'abril de 2009
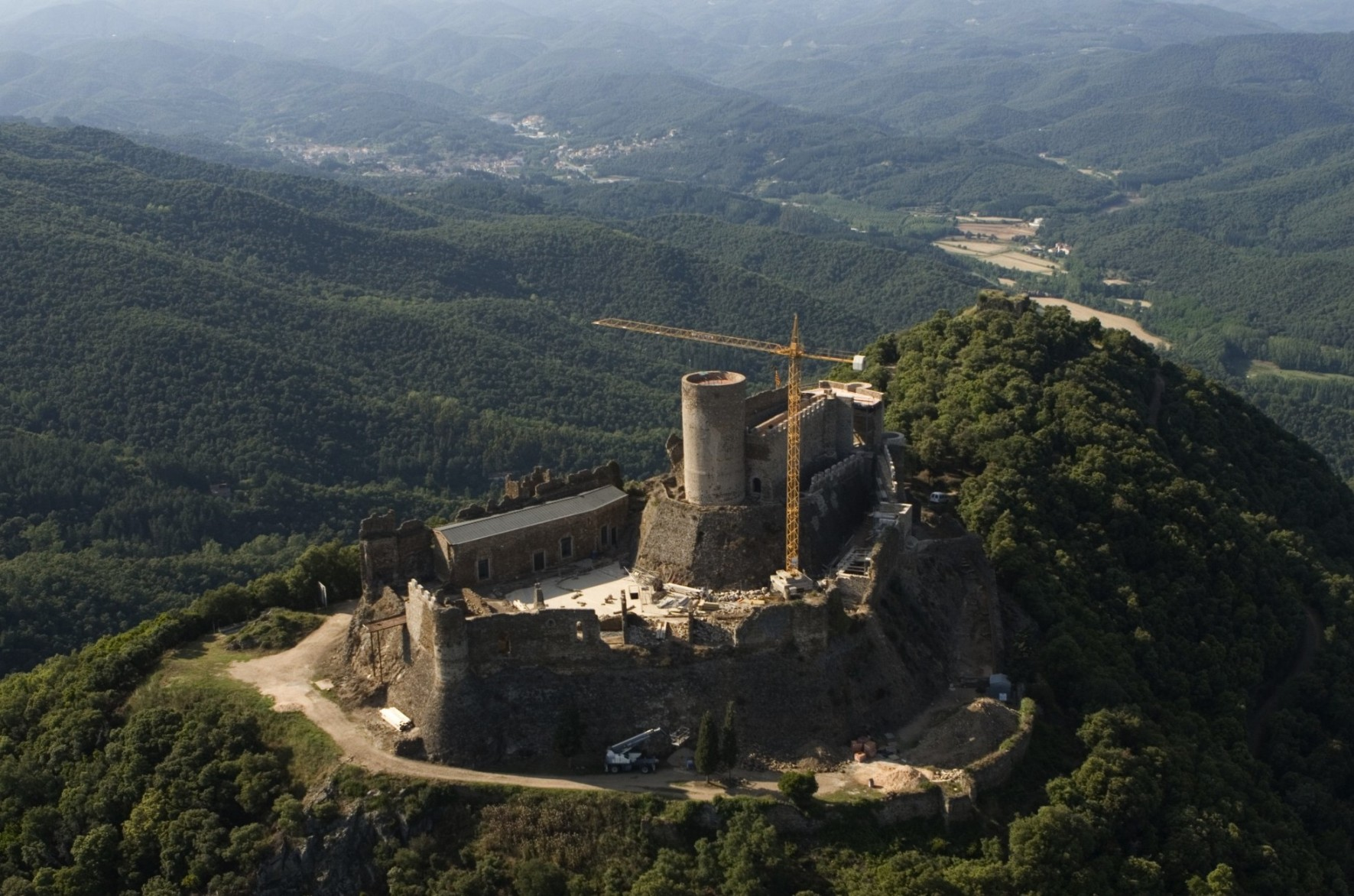
30 de juny de 2011
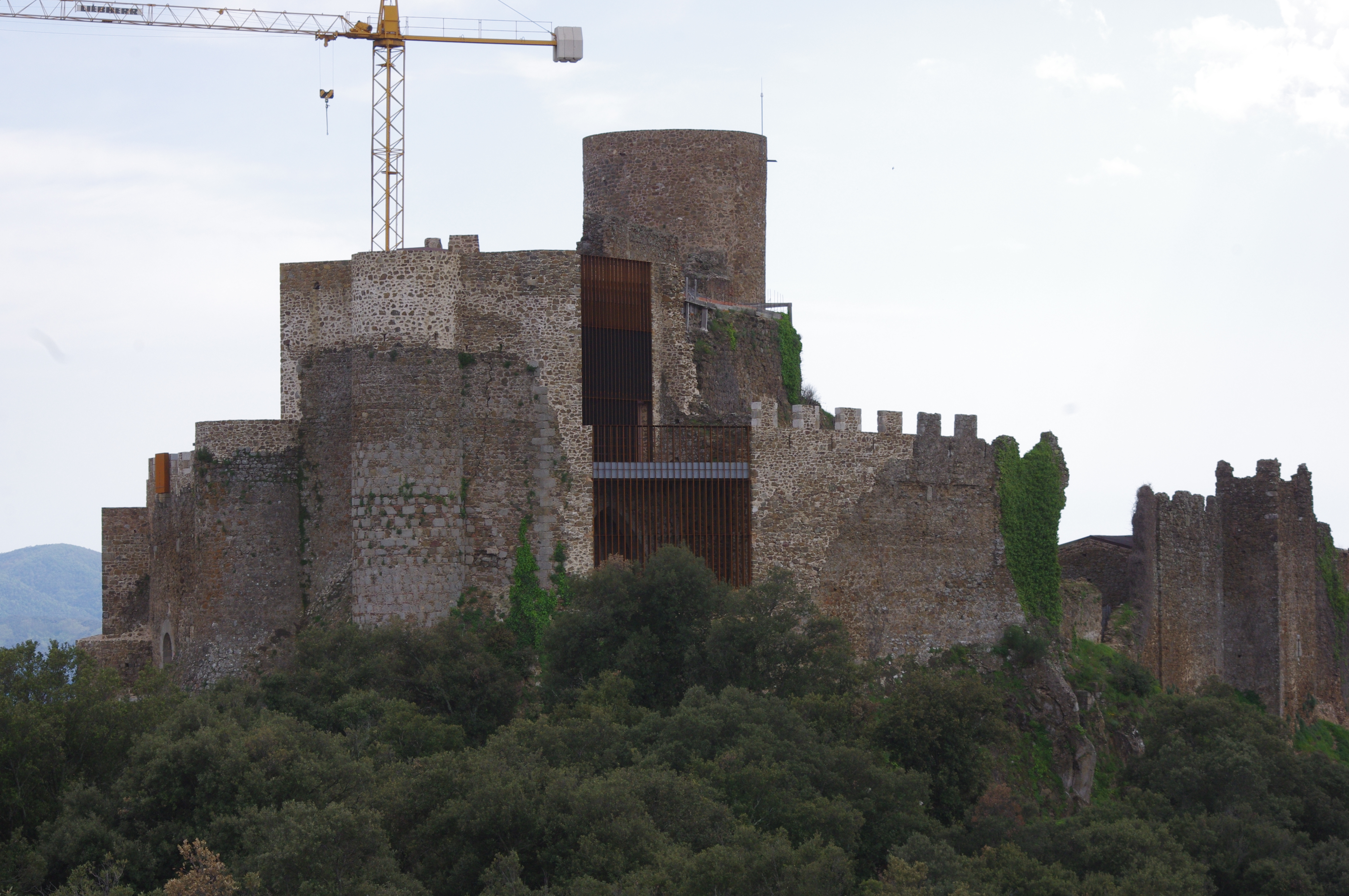
5 de maig de 2013
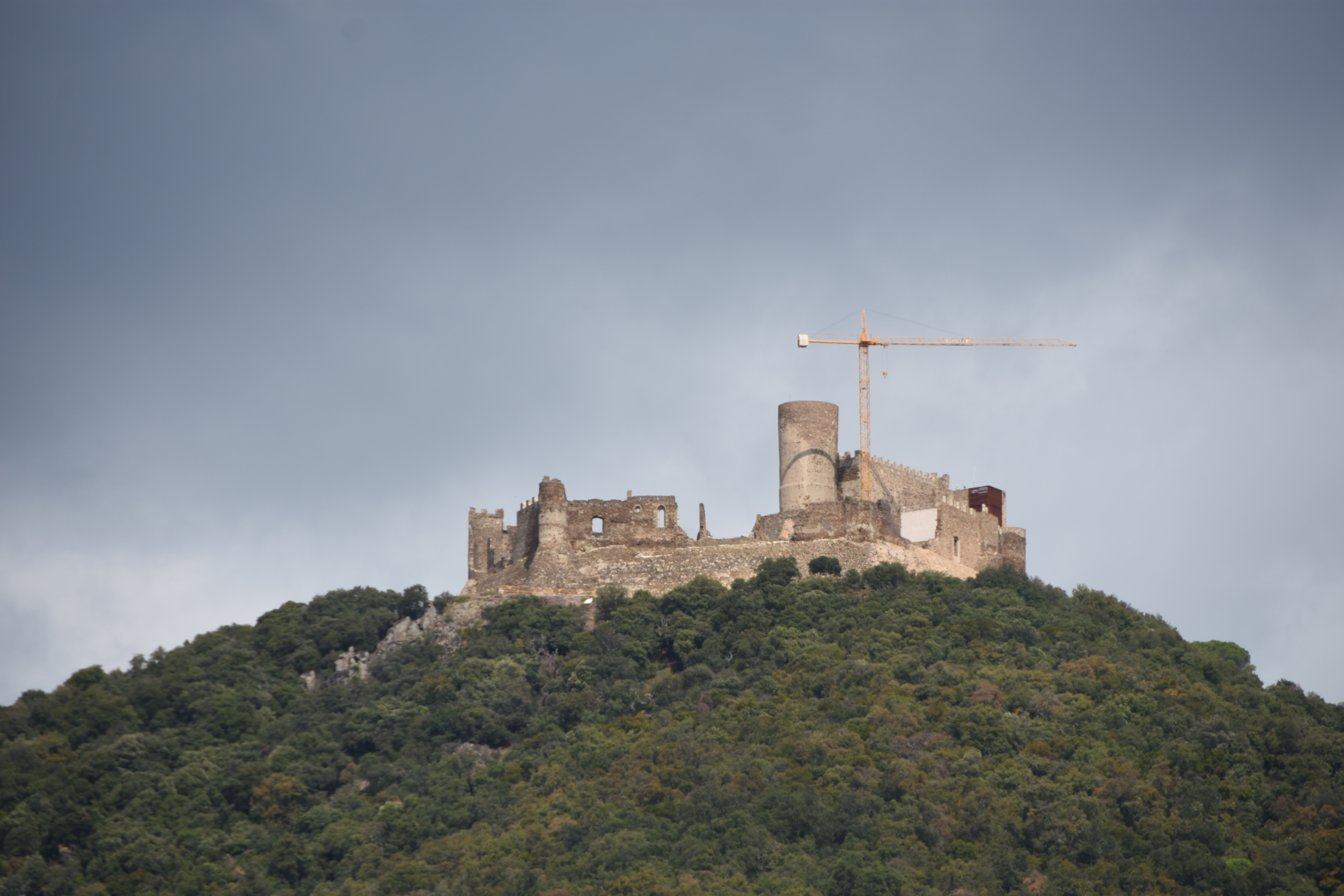
Setembre 2017

## Situació
El castell de Montsoriu està situat sobre el Turó de Montsoriu, un turó situat entre les poblacions d'Arbúcies, Sant Feliu de Buixalleu, Riells i Viabrea i Breda, d'uns 632 msnm. Encara que el turó està dividit entre aquests municipis el castell només està dividit entre Arbúcies i Sant Feliu de Buixalleu. El Turó de Montsoriu forma part del Massís del Montseny i del Parc Natural del Montseny.
El turó de Montsoriu està delimitat pel nord pel torrent de la Geneta, un afluent de la riera d'Arbúcies; per l'est per la riera d'Arbúcies i pel sud pel Repiaix. Encara que a l'edat mitjana no hi havia arbres, actualment hi ha vegetació mediterrània, sobretot alzines i suros i alguns pins, i als llocs obacs, castanyers.
La seva ubicació li reporta uns avantatges importants, ja que comporta un domini visual extraordinari sobre una gran superfície de territori, que abasta, per una banda, la depressió Prelitoral i la zona costanera i, per
l'altra, els massissos del Montseny i les Guilleries. Però, també, i, segurament, aquí rau una de les grans raons de la seva existència, pel domini del gran pas natural que constitueix el corredor entre la Selva i el Vallès, espai que, tradicionalment, han ocupat les grans vies de l'antiguitat -Via Augusta- i el camí ral, ja en època més propera.

## Llegendes

### La dama roja
Conten que cada any, a la nit de Sant Joan, a les campanades de mitjanit, una dama nua apareix dalt de la torre del castell de Montsoriu anomenada l'Heura, amb una llàntia encesa a la mà esquerra i a l'altre un corn de caça. El fa sonar i se sent la contesta des del Coll de Castellar, apareix un cavaller amb un cavall de foc, que pren la Dama Roja i desapareix en la foscor de la nit.

### El tresor del castell de Montsoriu
Qui vulgui guanyar una fortuna, cada any a la nit de Sant Joan, quan comencen a tocar les campanes de la població de Breda a la mitjanit, s'obre una porta del castell de Montsoriu, ha d'entrar a la primera campanada i tractar d'omplir un sac de gra de blat i segó i sortir abans de l'última campanada de les dotze de l'església de Breda. Tot això ho ha de fer amb una calavera a una mà i un ciri encès de cap per avall a l'altra i caminar d'esquena. Amb el sac ple ha de córrer fins a passar la riera sense mirar el que duu dintre. Si ho fa així, el gra es convertirà en or i plata, però si el guanya la curiositat i ho mira abans d'hora, el segó es convertirà en sorra i el blat en pedres. D'altra banda, si no ha pogut sortir del castell, haurà d'esperar-se fins a la mitjanit de Sant Joan de l'any vinent.

### La bruixa Guilleuma
Hi ha una roca a prop del castell amb una petjada marcada, que segons conten, es deu a Donya Guilleuma. Fa molts anys aquesta dama, gran pecadora, fou condemnada a viure dins les ruïnes del castell de Montsoriu com ànima en pena, causant tempestes i cridòria terrorífica cada capvespre i fent perdre les collites dels voltants junt amb moltes serventes seves totes elles vestides de blanc. Els habitants de les contrades, per resoldre les desgràcies, van determinar acudir al senyor Bisbe, el qual conjurà els mals esperits amb aigua beneïda i donà un termini a Guilleuma per precipitar-se a les profunditats del Gorg Negre de Gualba passant prèviament pel pic Morou. Va ser amb l'impuls per llançar-se, quan va deixar el peu marcat a la roca de La Petxa de Sant Salvi o de Donya Guilleuma.

### L'origen del Castell de Montsoriu
Un dia, el general Maüs estava defensant la terra contra forasters, però va ser ferit i va fugir pels boscos fins que va arribar a dalt d'un turó i va encendre una foguera. Llavors, el seu ajudant va veure la foguera i el va anar a rescatar. Per commemorar allò el general Maüs va fer construir un castell sobre aquell turó anomenat Montsoriu.

### La guerra dels remences
Un noi, vassall del senyor de Montsoriu, es va casar amb una de les mosses més boniques de la rodalia. Com manava la llei, la noia va haver de passar la nit de després del casament amb el senyor de Montsoriu. L'endemà quan el noi va anar a buscar la seva esposa els guàrdies li van dir que el senyor encara estava dormint. Això va passar durant 3 dies i al quart, el noi va anar a buscar a la noia disposat a tot i quan el senyor li va entregar la noia, el jove va travessar el cor del senyor amb una daga sense que els guàrdies poguessin fer-hi res. Amb el desconcert que hi havia els noucasats van tornar al poble on la gent estava disposada a defensar-los. Així va ser com va començar la Guerra dels remences.